# Ся Ґао
Ґао (спрощ.: 皋; кит. трад.: 皋; піньїнь: Gāo) — п'ятнадцятий правитель держави Ся, наступник свого батька Кун Цзя.

## Загальні відомості
Місце народження невідоме. Його батько, Кун Цзя, був попереднім володарем країни. Ім'я та походження матері залишаються загадкою.
Відповідно до Бамбукових анналів керував державою близько одинадцяти років. Імовірно, жив і царював у столиці на березі річки Сіцзян.
За правління Ґао держава Ся на короткий час повернула могутність; йому вдалось повернути під свій вплив шивейського васала, що став вільним за правління Кун Цзя.
Син і спадкоємець трону: Фа.